# Paceco
Paceco ist eine Stadt im Freien Gemeindekonsortium Trapani in der Region Sizilien in Italien mit 10.635 Einwohnern (Stand 31. Dezember 2023).

## Lage und Daten
Paceco liegt 7 km südlich von Trapani. Die Stadt Paceco bedeckt eine Fläche von 58 km². Die Einwohner leben hauptsächlich von der Salzgewinnung oder von der Landwirtschaft, insbesondere vom Weinanbau und Anbau der gelben Melone (cucumis melo), einer Besonderheit dieser Region.
Die Ortsteile sind Castellazzo, Culcasi, Dattilo, Dattilo Soprano, Lago Baiata, Marino, Murana, Nubia, Pecoreria, Specchia, Verderame.
Die Nachbarorte sind: Erice und Trapani. Paceco grenzt sowohl im Norden als auch im Süden an Trapani und teilt das Gemeindegebiet von Trapani in zwei Teile.

## Geschichte
In der Gegend siedelten schon in vorgeschichtlicher Zeit Menschen. Im 14. und 15. Jahrhundert wuchs die Stadt um die Kirche San Lorenzo di Xitta. Zu dieser Zeit gehörte der Ort dem Johanniterorden, später gehörte der Ort als Lehen der Familie Fardella.

## Sehenswürdigkeiten
- Museum für Vorgeschichte mit Fundstücken aus der Umgebung
- Salinen-Museum, das Museum hat seinen Sitz in einer Mühle
- Naturreservat Riserva naturale orientata Saline di Trapani e Paceco